# Дејвид „Твинер” Аполскис
Дејвид „Твинер” Аполскис (енгл. David "Tweener" Apolskis) је измишљени лик из америчке ТВ серије Бекство из затвора. Његов лик тумачи Лејн Гарисон. Твинер се у серији по први пут појављује у деветој епизоди. 
Аполскис је увек имао веште руке. У школи су му управо те руке омогућиле улазак у школски рагби тим. Крајем школе, Аполскис је проглашен неподобним за суделовање у атлетским активностима. Тада је пронашао профитабилнији начин да упосли своје руке.
Аполскис је постао мајсторски џепарош, и у раздобљу од своје 14. до своје 19. године, украо је преко 200 новчаника и 150 сатова. Ти подаци су чак и импресивнији због чињенице да је провео чак осам месеци у дому за малолетне делинквенте на рачун две различите осуде. Твинер се прерачунао када је покушао да украде новчаник полицајца који није био на дужности. На месту је ухапшен, а када је полиција претражила његов стан, пронашли су вредну колекцију бејзбол картица (процењена вредност око триста хиљада долара) која је украдена неколико дана раније. Оптужен је за тешку пљачку и осуђен на пет година затвора у „Фокс риверу”.